# Україна на Літній Універсіаді 2017
Україна бере участь у Літній Універсіаді 2017 у Тайбеї (Республіка Китай) втринадцяте за свою історію. Українські спортсмени виступили досить успішно, зайнявши 6 місце, вигравши 36 медалей, з них 12 золотих.

## Медалісти
| Медаль | Спортсмен | Вид спорту           | Дисципліна                        | Дата      |
| ------ | --- | -------------------- | --------------------------------- | --------- |
| Золото | Михайло Романчук | Плавання             | 400 м вільним стилем              | 20 серпня |
| Золото | Андрій Говоров | Плавання             | 50 м батерфляєм                   | 21 серпня |
| Золото | Олег Верняєв | Спортивна гімнастика | Абсолютна першість                | 22 серпня |
| Золото | Ірина Ромолданова | Тхеквондо            | До 48 кг                          | 22 серпня |
| Золото | Дмитро Чучукало | Фехтування           | Індивідуальна рапіра              | 22 серпня |
| Золото | Фейбі Бежура Ксенія Пантелєєва Юлія Свистіль Анфіса Почкалова | Фехтування           | Командна шпага                    | 23 серпня |
| Золото | Ірина Деха | Важка атлетика       | До 90 кг                          | 25 серпня |
| Золото | Інна Кашина | Легка атлетика       | Спортивна ходьба 20 км            | 26 серпня |
| Золото | Інна Кашина Аліна Цвіль Валентина Мирончук Тамара Гаврилюк | Легка атлетика       | Спортивна ходьба 20 км команда    | 26 серпня |
| Золото | Олександр Горшковозов Анастасія Недобіга | Стрибки у воду       | Змішана команда                   | 27 серпня |
| Золото | Оксана Окунєва | Легка атлетика       | Стрибки у висоту                  | 28 серпня |
| Золото | Марина Макарова Валерія Гудим Дарія Сич Анастасія Подрушняк Аліна Бихно | Художня гімнастика   | Групове багатоборство             | 28 серпня |
| Срібло | Владислав Грико Петро Пахнюк Ігор Радівілов Олег Верняєв Денис Юденков | Спортивна гімнастика | Командна першість                 | 20 серпня |
| Срібло | Станіслав Оліферчик Вікторія Кесар | Стрибки у воду       | Змішаний синхронний трамплін, 3 м | 22 серпня |
| Срібло | Михайло Романчук | Плавання             | 1500 м вільним стилем             | 22 серпня |
| Срібло | Олег Верняєв | Спортивна гімнастика | Кінь                              | 23 серпня |
| Срібло | Олег Верняєв | Спортивна гімнастика | Опорний стрибок                   | 23 серпня |
| Срібло | Петро Пахнюк | Спортивна гімнастика | Паралельні бруси                  | 23 серпня |
| Срібло | Михайло Романчук | Плавання             | 800 м вільним стилем              | 24 серпня |
| Срібло | Андрій Хлопцов | Плавання             | 100 м батерфляєм                  | 25 серпня |
| Срібло | Ольга Ляхова | Легка атлетика       | 800 метрів                        | 25 серпня |
| Срібло | Ірина Геращенко | Легка атлетика       | Стрибки у висоту                  | 28 серпня |
| Срібло | Катерина Луценко | Художня гімнастика   | Булави                            | 29 серпня |
| Бронза | Ксенія Пантелєєва | Фехтування           | Індивідуальна шпага               | 20 серпня |
| Бронза | Андрій Колесник | Дзюдо                | Понад 100 кг                      | 20 серпня |
| Бронза | Андрій Хлопцов | Плавання             | 50 м батерфляєм                   | 21 серпня |
| Бронза | Ростислав Герцик | Фехтування           | Індивідуальна рапіра              | 22 серпня |
| Бронза | Олег Верняєв | Спортивна гімнастика | Кільця                            | 23 серпня |
| Бронза | Сергій Фролов | Плавання             | 800 м вільним стилем              | 24 серпня |
| Бронза | Олена Колесніченко | Легка атлетика       | 400 метрів з бар'єрами            | 25 серпня |
| Бронза | Ігор Главан Валерій Літанюк Іван Банзерук Андрій Гречковський | Легка атлетика       | Спортивна ходьба 20 км команда    | 26 серпня |
| Бронза | Марія Лівер | Плавання             | 50 м брасом                       | 26 серпня |
| Бронза | Ілона Ольховик | Ушу                  | До 60 кг                          | 28 серпня |
| Бронза | Катерина Дудник Марина Дегтярьова Дар'я Дрозд Діана Карпець Катерина Сільченкова Христина Нємцева Тетяна Яцків Анастасія Чернуха Юлія Бойко Ганна Кіриченко Ганна Єфременко Олена Напалкова | Волейбол             | Жінки                             | 28 серпня |
| Бронза | Катерина Луценко | Художня гімнастика   | Обруч                             | 29 серпня |
| Бронза | Марина Макарова Валерія Гудим Дарія Сич Анастасія Подрушняк Аліна Бихно | Художня гімнастика   | 3 м'ячі та 2 стрічки              | 29 серпня |

## Галерея

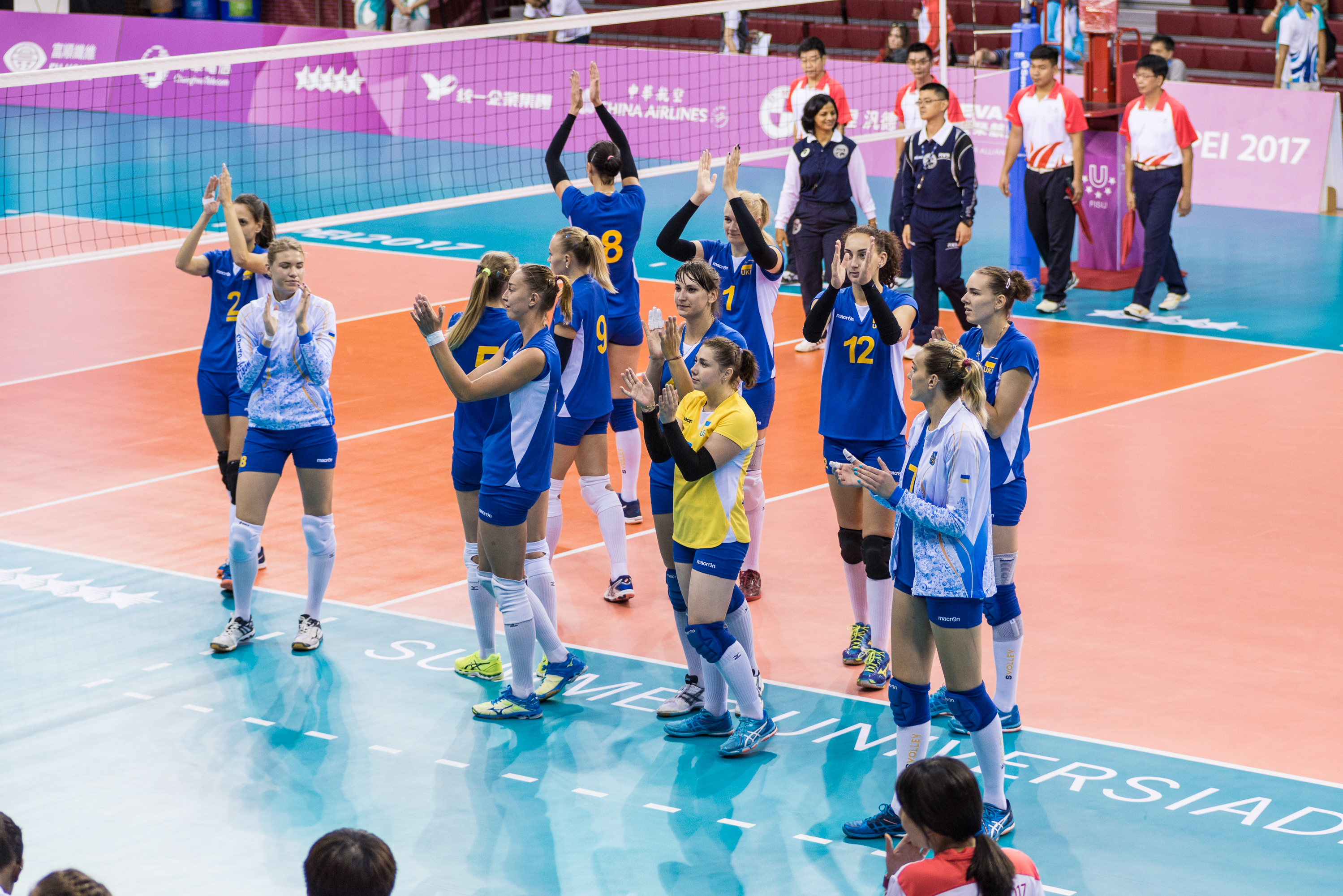
Волейбольна збірна України — бронзовий призер Універсіади-2017.